# دهسا د منتخو
دهسا د منتخو (به اسپانیایی: Dehesa de Montejo) یک شهرستان در اسپانیا است که در استان پالنسیا واقع شده‌است.

## خصوصیات
دهسا د منتخو ۴۳ کیلومترمربع مساحت و ۱۹۵ نفر جمعیت دارد.